# Pteromalus mandibulatus
Pteromalus mandibulatus är en stekelart som beskrevs av Dalla Torre 1898. Pteromalus mandibulatus ingår i släktet Pteromalus och familjen puppglanssteklar. Inga underarter finns listade i Catalogue of Life.